# Фронт за освобождение оккупированного Южного Йемена
Фронт за освобождение оккупированного Южного Йемена (англ. Front for the Liberation of Occupied South Yemen, FLOSY) — вооружённая политическая организация, действовавшая в Федерации Южной Аравии (Южный Йемен) в 1960-е годы. Стояла на антиколониальных и антиимпериалистических левонационалистических позициях под влиянием насеризма.

## История

### Предпосылки создания
Абдулла аль-Аснаг был лидером Конгресс Аденского Профсоюза (ATUC) (англ. Aden Trade Union Congress), объединении, действовавшем вокруг и внутри Британского протектората с центром в городе и порте Аден. В конце 1950-х годов президент Египта Гамаль Абдель Насер распространил панарабизм в регион, в чём и проявилась угроза контролю региона Британией и местными эмирами. В ответ англичане смогли убедить враждующих эмиров слиться в Федерацию Южной Аравии. Конгресс Аденского Профсоюза имел большое влияние на объединение в новую Федерацию, и для предотвращения захвата контроля над ней в 1962 году (Аденская колония) вступил в Федерацию Южной Аравии, так что члены Аденского пробританского собрания могли противостоять влиянию ATUC.
На следующий день после того, как Аден вступил в Федерацию Южной Аравии, был свергнут монарх Йеменского Мутаваккилийского королевства Мухаммад аль-Бадр и, как следствие, началась гражданская война между силами поддерживаемыми Египтом, такими как Народный Фронт Освобождения (НФО), и поддерживаемыми британцами монархическими силами. Этот конфликт распространился по всему региону, приведя к чрезвычайному положению в Штате Аден англ. Aden Emergency), называемое также Аденским кризисом 1963—1967 годов, который официально начался 10 декабря 1963 года, когда в Штате Аден было объявлено чрезвычайное положение.
В 1964 году кампания Народного Фронта Освобождения по борьбе за власть распространилась на территорию Федерации Южной Аравии. В 1964 году новое правительство во главе с Лейбористской партией выиграло парламентские выборы в Великобритании. Правительство лейбористов пыталось предоставить независимость Федерации Южной Аравии, отдавая Абдулле аль-Асангу контроль над страной. Это предложение было отверг американским президентом Линдоном Джонсон, который хотел, чтобы Великобритания не уходила, пока американцы вовлечены во Вьетнамскую войну.

### Создание
В 1965 году англичане временно отстранили правительство Федерации Южной Аравии и ввел прямое колониальное правление. Понимая, что англичане не собирались отдать ему контроль, Аснаг покинул страну и присоединился к НФО. Однако, большая часть НФО стали более радикальными марксистами и дистанцировались от египтян.
Аснаг сформировал свою собственную военную организацию Фронт за освобождение оккупированного Южного Йемена (FLOSY), чтобы противостоять НФО. Народный Фронт Освобождения быстро осудил Аснага и его организацию как империалистические силы под контролем Насера и, в дополнение к атакам на британцев также вступил в бой с Фронтом за Освобождение Оккупированного Южного Йемена.
В феврале 1967 года британцы больше не могли контролировать или защищать свои базы в Штате Аден и объявили, что покидают страну, несмотря на желание американцев.
Гамаль Абдель Насер сделал ставку на Фронт за Освобождение Оккупированного Южного Йемена и арестовал руководителя НФО, который в то время жил в Египте. Официально и Фронт за освобождение оккупированного Южного Йемена и НФО отказывались вести переговоры с уходящими британскими силами, поскольку они не хотели, чтобы их рассматривали в качестве агентов британского империализма. Когда последний губернатор Адена сэр Хэмфри Тревельян покинул Йемен, то не был обозначен сразу его очевидный преемник. В качестве отправной точки уважения, он имел правительство дом перекрасили для тех, кто вышел победителем. Однако неофициальные секретные переговоры были проведены между англичанами и НФО, которые тайно сговорились нанести удар по поддерживаемому Насером Фронту за освобождение оккупированного Южного Йемена так, чтобы разгромить его.

### Разгром
В 1967 году Насер потерпел поражение в Шестидневной войны и был вынужден вывести войска из Йемена. Это оставило Фронт за освобождение оккупированного Южного Йемена без какой-либо военной поддержки со стороны своих египетских союзников. в то же время НФО образовало союз с йеменской федеральной армией, что позволило им разгромить Фронт за освобождение оккупированного Южного Йемена. 7 ноября 1967 Фронт за освобождение оккупированного Южного Йемена понёс тяжелые потери во время нападения армии, объединившейся с НФО. После этого военные силы Фронта за освобождение оккупированного Южного Йемена прекратили свое существование, хотя некоторые кадры и лидеры пребывали за пределами страны.
30 ноября 1967 года Федерация Южной Аравии прекратила свое существование в связи с созданием нового государства Народная Республика Южного Йемена.